# Giovanni Battista Pittoni
Giovanni Battista Pittoni, noto anche come Giambattista Pittoni (Venezia, 6 giugno 1687 – Venezia, 16 novembre 1767), è stato un pittore italiano, cittadino della Repubblica di Venezia. È considerato tra i più rilevanti esponenti del Rococò veneziano.

## Biografia
Proveniente da una famiglia di pittori, imparò l'arte dallo zio Francesco Pittoni, con il quale eseguì nel 1716 il dipinto Sansone e Dalila (Pordenone, Collezione Querini).
Una più chiara indicazione sugli orientamenti del pittore all'inizio della sua attività, ancora legata ai modi del Barocco, è suggerita da ben individuati riferimenti stilistici con la pittura di Antonio Balestra, operante a Venezia nel primo ventennio del Settecento. Attraverso alcune opere compiute dall'artista subito dopo quest'epoca, come il Martirio di san Tommaso (Venezia, chiesa di San Stae) e Diana e Atteone (Vicenza, Museo civico Palazzo Chiericati) si precisarono già i caratteri essenziali della sua pittura: ricchezza del colore, in particolare il prezioso blu, sciolto dispiegarsi delle forme, un estremo nonché manierato rigore nel definire i particolari e un soffuso senso di languore che aggiunge alle composizioni una nota di raffinata e leziosa preziosità, propria del rococò europeo.
Al gusto di Sebastiano Ricci e del Tiepolo, per plasticità formale e freschezza del colore, appartengono la pala con i Santi Pietro e Paolo e Pio V che adorano la Vergine (Vicenza, chiesa di Santa Corona) e il Giuramento di Annibale (Milano, Pinacoteca di Brera)

Intorno agli anni venti del ‘700 la sua personalità si delineò con più precisione, rivelando un carattere vigoroso e monumentale negli affreschi. Nel 1720 dipinse Il martirio di san Tommaso per la chiesa di San Stae e tra il 1722 e il 1730 lavorò a quattro tele di un ciclo molto più ampio (in tutto erano ventiquattro) dei Tombeaux des Princes ideato da Owen McSwiney, in cui erano rappresentati alcuni dei più celebri uomini della storia britannica. Alla stessa realizzazione furono chiamati anche Canaletto, Marco Ricci e Sebastiano Ricci, Giovanni Battista Cimaroli ed altri artisti veneziani e bolognesi. 

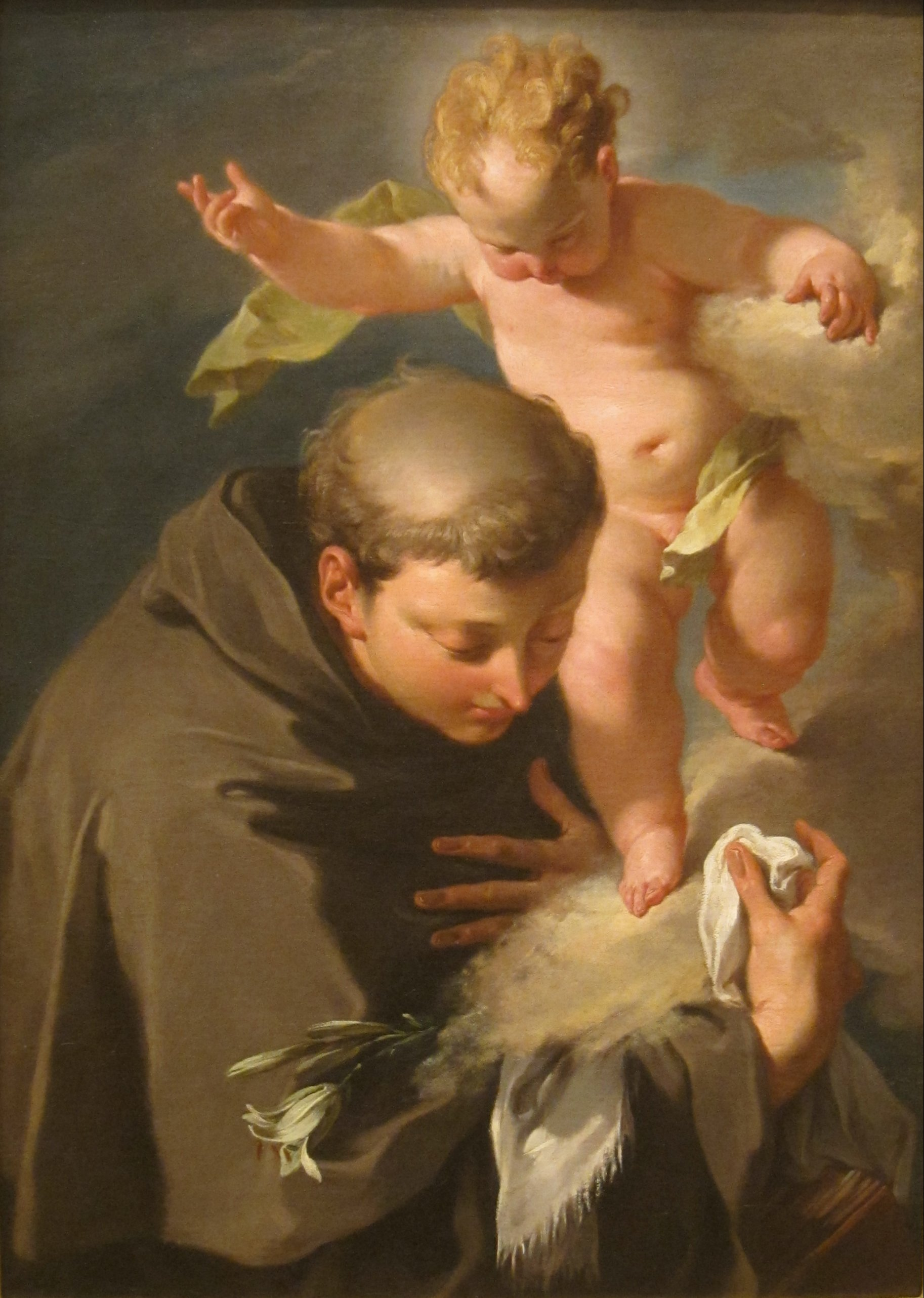
Visione di sant'Antonio da Padova, 1730 circa, San Diego Museum of Art, California, Stati Uniti

Negli stessi anni la composizione delle figure diventò più matura, il lavoro sulla resa del chiaroscuro si può dire ultimato, lo studio sui colori rivela la capacità di usarli in modo contrapposto e vivace, la resa dei particolari divenne molto più precisa; di questo sono testimonianza opere come Santi Pietro e Paolo e Pio V che adorano la Vergine (Vicenza, chiesa di Santa Corona). Per tutta la vita alterna il filone devozionale a quello storico e mitologico. 
Seguirono, nel decennio 1730-1740, alcuni capolavori come La Natività (Rovigo, Accademia dei Concordi), la Continenza di Scipione (Parigi, Museo del Louvre) e le allegorie del soffitto di Ca' Pesaro a Venezia.
A Brescia sono presenti nella chiesa di San Gaetano la splendida Estasi di sant'Andrea Avellino del 1742, la Madonna col Bambino adorata da San Carlo Borromeo  del 1745 nella  Chiesa di Santa Maria della Pace e un'altra tela nella chiesa di Sant'Orsola. 
In provincia sue opere nella Parrocchiale di Manerbio con una bellissima Deposizione e nella cappella di Palazzo Lechi a Montirone la Contemplazione della Vergine.
Un certo ripiegamento sui valori sicuri del passato denunciano le opere più mature, quali il Martirio di santa Esteria (Bergamo, Duomo), l'Allegoria delle Scienze e delle Arti (Valdagno, Collezione Marzotto), La famiglia (collezione privata), e l'Annunciazione del 1757 delle Gallerie veneziane; in esse troviamo anche un ritorno ai colori più bui e caldi, spesso con la presenza del prezioso blu.
Tra i suoi discepoli va ricordato il valtellinese Cesare Ligari il cui capolavoro spiccatamente venezianeggiante e pittoniano è conservato a Palazzo Malacrida a Morbegno, antico borgo porta della Valtellina, fu grazie all'intermediazione del Ligari che giunse nella Collegiata morbegnese la pala del Pittoni raffigurante La Vergine col Bambino e San Filippo Neri.
Insieme a Giambattista Tiepolo e a Giovanni Maria Morlaiter fondò l'Accademia di belle arti di Venezia di cui fu presidente per numerosi anni insegnando come professore fino alla sua morte.

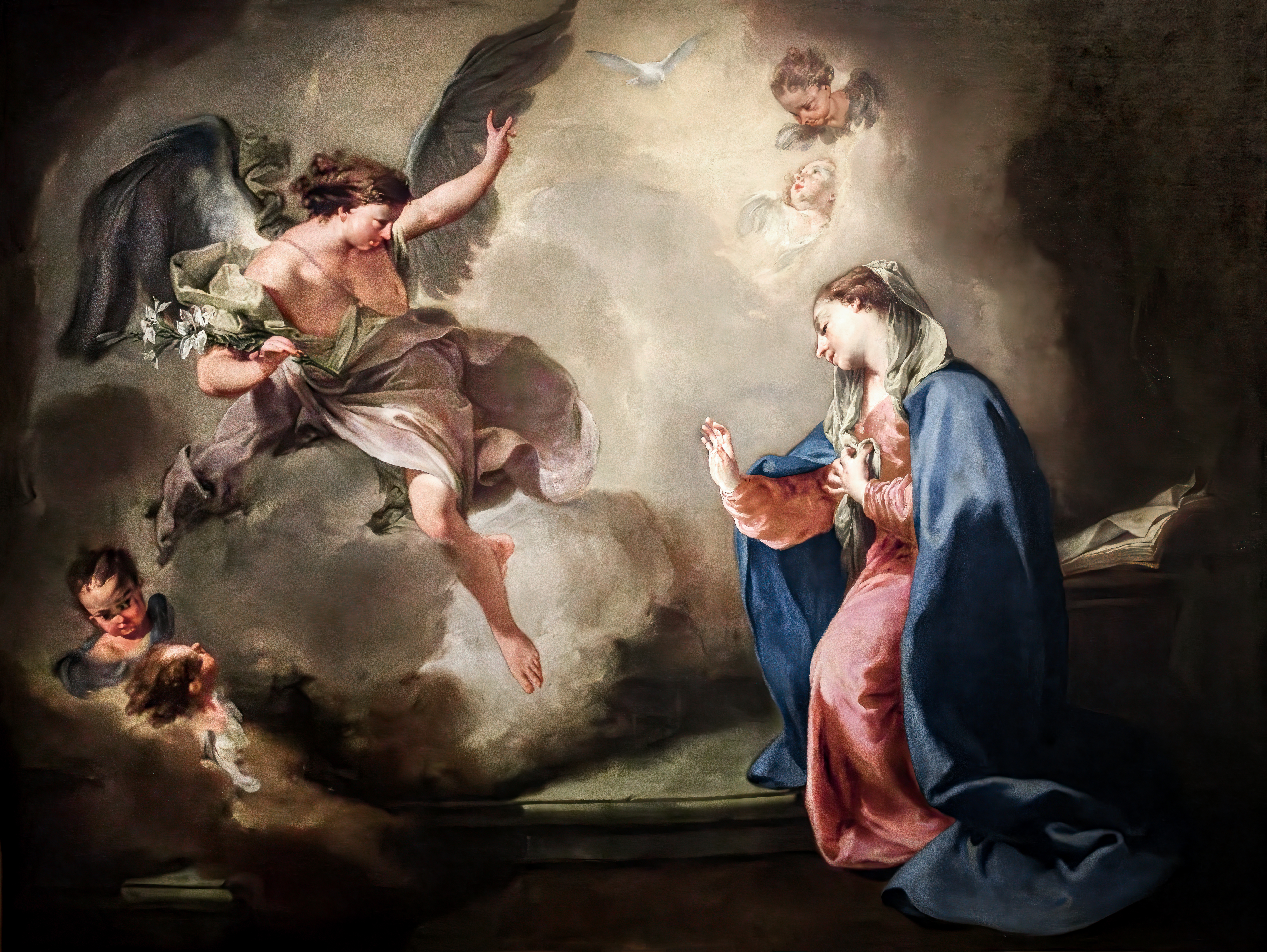
Annunciazione, 1757, Gallerie dell'Accademia, Venezia

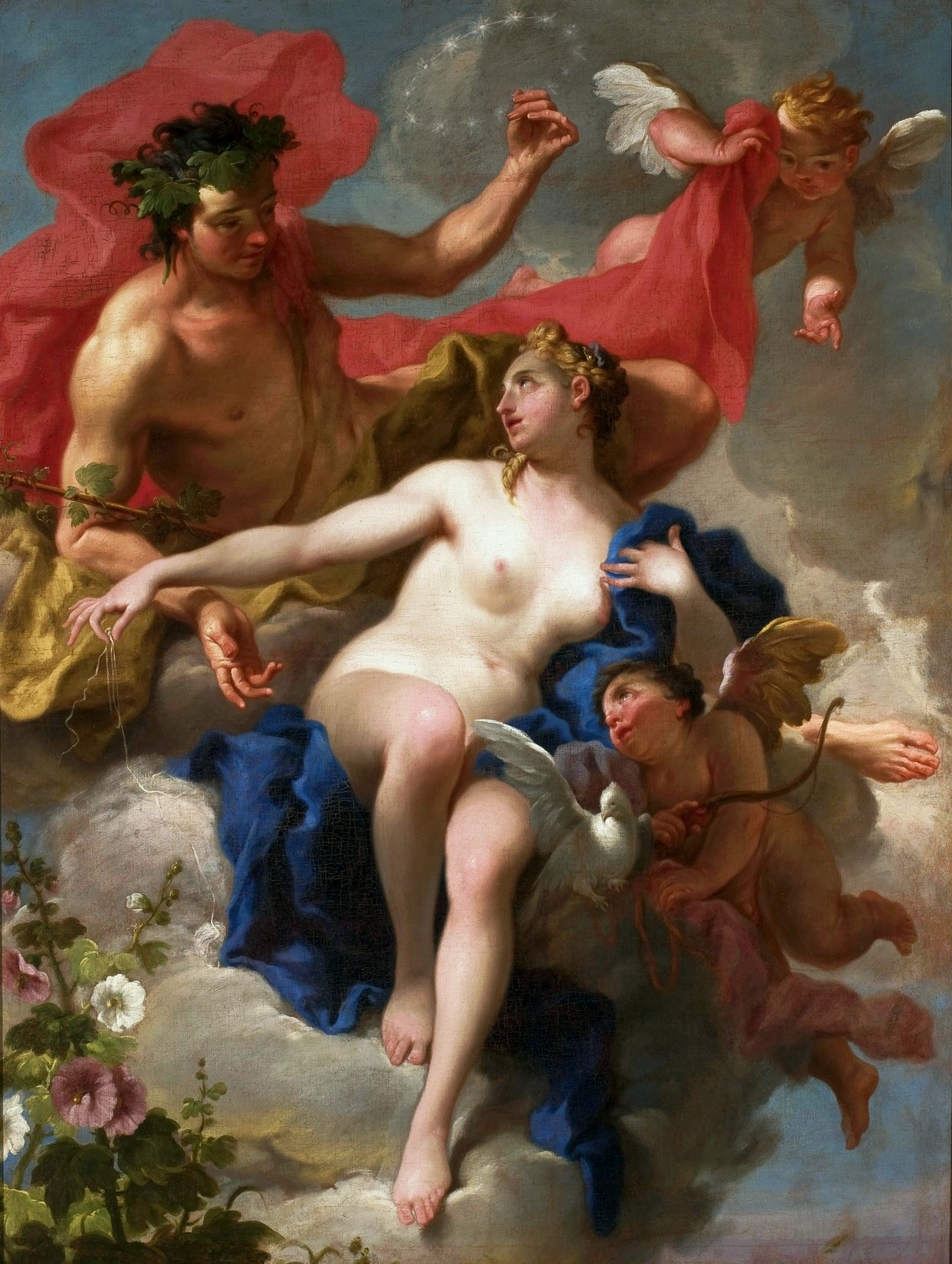
Bacco e Arianna, 1720-1730, olio su tela, 171 x 130 cm, Museo nazionale di Varsavia

Pittoni morì a Venezia il 6 novembre del 1767. La sua tomba si trova nella chiesa di San Giacomo dall'Orio.

## Opere
Le opere dell'artista non sono quasi mai firmate o datate. Molte delle opere sono andate disperse e distrutte durante le due guerre mondiali. Opere di Pittoni sono esposte in tutto il mondo in alcuni dei maggiori musei, tra cui il Louvre di Parigi, l'Ermitage di San Pietroburgo, la National Gallery di Londra, il Metropolitan Museum of Art a New York, la Pinacoteca di Brera. 
Le opere più preziose di Pittoni sono quelle di piccole dimensioni, che curava con maggior passione, che raffigurano Madonne con Bambino o recanti il tipico colore "blu Pittoni", quale per esempio la Testa della Vergine.